# Francesco De Sarlo
Francesco De Sarlo (San Chirico Raparo, 13 febbraio 1864 – Firenze, 14 gennaio 1937) è stato un filosofo e psicologo italiano.

## Biografia
Nel 1900 vince la Cattedra di filosofia teoretica presso il Regio Istituto di studi superiori di Firenze dove resterà fino al 1933. È in questa città che frequenta i seminari tenuti da Franz Brentano presso la Biblioteca Filosofica. Nel 1903 fonda a Firenze il "Laboratorio di psicologia sperimentale" che fu inizialmente annesso alla Facoltà di Lettere e Filosofia del Regio Istituto di studi superiori. Allievi di De Sarlo furono, tra gli altri, Antonio Aliotta (1881-1964), Giuseppe Antonio Borgese (1882-1952), Enzo Bonaventura (1891-1948), Eustachio Paolo Lamanna, che sposò sua figlia Edvige, Eugenio Garin e Alberto Marzi.
Il De Sarlo si trova in aperto contrasto con Benedetto Croce e Giovanni Gentile che ritenevano si dovesse separare il metodo della filosofia da quello della scienza. Per De Sarlo, invece, il metodo conoscitivo doveva essere comune in quanto sia il filosofo che lo scienziato si occupano dello stesso campo d'indagine. Per questo considera come unico metodo quello rigorosamente sperimentale di Wilhelm Wundt e quello esperienziale di Brentano. Nello stesso anno pubblica, nel capoluogo toscano, il saggio: I dati dell'esperienza psichica.
La novità introdotta da De Sarlo è il concetto che i fenomeni fisici esistono in quanto diventano fenomeni psichici, contenuto della nostra coscienza. Dunque, l'oggetto di studio della psicologia doveva essere l'esperienza intenzionale del soggetto. L'unica vera esperienza diretta è quella psichica. Esperienza interna ed esperienza esterna vanno così a configurarsi come due aspetti dello stesso fenomeno; non c'è un'esperienza più vera dell'altra poiché nessuna delle due è indipendente dall'altra.
Per De Sarlo è imprescindibile studiare la coscienza: a suo avviso, gli "oggetti" arrivano necessariamente alla nostra coscienza attraverso gli organi sensoriali. Essi vengono ordinati, studiati, usati, catalogati sia dal singolo nella sua esperienza quotidiana sia dalle varie scienze che ne approfondiscono lo studio. Siccome tali "oggetti" sono complessi, cioè pieni di proprietà, attributi etc., De Sarlo si chiede come accada che si compongano nella coscienza dell'individuo e stabilisce che due sono le modalità:
- o l'oggetto equivale al contenuto della coscienza
- oppure che la percezione del soggetto dipende dalla relazione del soggetto stesso con l'oggetto percepito.

Nel primo caso De Sarlo parla di "esperienza con carattere statico", nel secondo di "esperienza a carattere dinamico". In entrambi i casi non si può prescindere dal ruolo del soggetto.
La differenza tra esperienza psichica ed esperienza pura è l'aggiunta del significato ai dati primitivi.
Per De Sarlo sono possibili solo due modi di studiare tutto questo:
- il metodo sperimentale e
- il metodo introspettivo

Nel 1907 fonda il periodico La cultura filosofica, che darà spazio alla discussione di problemi psicologici e presterà attenzione a quanto avviene in campo psicologico ed epistemologico negli altri paesi. L'impostazione filosofica di questa rivista fu più volte criticata da Benedetto Croce e Giovanni Gentile.
Tra il 1912 e il 1915 è tra gli autori della rivista fiorentina Psiche, il cui redattore capo è Roberto Assagioli: altri redattori sono Agostino Gemelli, E. Bonaventura. Le teorie di Francesco De Sarlo furono influenzate molto dalla concezione della conoscenza scientifica e dalle teorie di Franz Brentano.
Nel 1925 è tra i firmatari del Manifesto degli intellettuali antifascisti redatto da Benedetto Croce. Nello stesso anno pubblica, per i tipi Le Monnier, Gentile e Croce. Lettere filosofiche di un «superato». Nel libro De Sarlo prende atto della sconfitta culturale del neoidealismo italiano, ma al contempo rivendica le ragioni della sua prospettiva filosofica. L'obbiettivo polemico erano senza dubbio sia Croce che Gentile, ma a quest'ultimo erano dedicate le pagine più aspre. Infatti De Sarlo e Croce erano legati dal comune sentimento antifascista e convinti della necessità di misurarsi con ricerche concrete, quali quelle di Croce in ambito storico che De Sarlo aveva sempre apprezzato. Non a caso Croce fece passare sotto silenzio questo testo mentre sul Giornale critico della filosofia italiana, fondato e diretto da Gentile, apparvero varie recensioni critiche del volume.

## Opere
- F. De Sarlo, I dati dell'esperienza psichica, Galletti e Cocci, Firenze 1903.
- F. De Sarlo e G. Calò, Principi di scienza etica, Sandron, Palermo 1907.
- F. De Sarlo, Gentile e Croce. Lettere filosofiche di un «superato», Firenze, Le Monnier, 1925.
- F. De Sarlo, Introduzione alla filosofia, Ed. Dante Alighieri, Milano 1928.
- F. De Sarlo, Il metodo naturale nella ricerca scientifica, Ed. Dante Alighieri, Milano 1929.
- F. De Sarlo, L'uomo nella vita sociale, Laterza, Bari 1931.
- F. De Sarlo, Vita e psiche: saggio di filosofia della biologia, Le Monnier, Firenze 1935.